# 波拉克火山

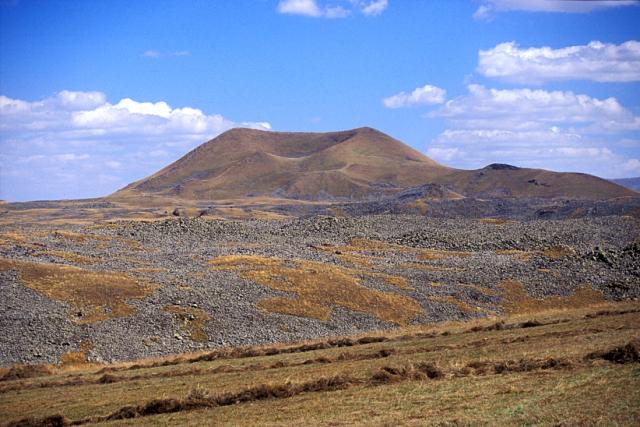

波拉克火山是西亞的火山，位於亞美尼亞和阿塞拜疆接壤的邊境，距離塞凡湖約20公里，海拔高度2,800米，最近一次火山噴發在公元前778年發生。

## 外部連結
- Global Volcanism Program: Porak （页面存档备份，存于）